# Sironcus rhiodontus
Espèce
Sironcus rhiodontus est une espèce de pseudoscorpions de la famille des Ideoroncidae.

## Distribution
Cette espèce est endémique de Thaïlande. Elle se rencontre dans les provinces de Chumphon, de Ranong, de Phang Nga et de Nakhon Si Thammarat.

## Description
Les mâles mesurent de 1,36 à 1,61 mm et les femelles de 1,40 à 2,36 mm.

## Publication originale
- Harvey, 2016 : The systematics of the pseudoscorpion family Ideoroncidae (Pseudoscorpiones: Neobisioidea) in the Asian region. Journal of Arachnology, vol. 44, no 3, p. 272-329 (texte intégral).